# باسيل ميتشيل
باسيل ميتشيل (بالإنجليزية: Basil Mitchell)‏ هو لاعب كرة قدم أمريكية أمريكي، ولد في 7 سبتمبر 1975 في بيتسبورغ في الولايات المتحدة.

## وصلات خارجية
- باسيل ميتشيل على موقع مرجع كرة القدم المحترفة.كوم (الإنجليزية)